# Unione Sportiva Crotone 1950-1951
Questa pagina raccoglie le informazioni riguardanti l'Unione Sportiva Crotone nelle competizioni ufficiali della stagione 1950-1951.

## Rosa
| N. |                   | Ruolo | Calciatore       |
| -- | ----------------- | ----- | ---------------- |
|    | Italia (bandiera) | C     | Pietro Bordin    |
|    | Italia (bandiera) | C     | L. Budriesi      |
|    | Italia (bandiera) | D     | Luciano Comaschi |
|    | Italia (bandiera) | A     | S. Dall'Ora      |
|    | Italia (bandiera) | A     | P. D'Eugenio     |
|    | Italia (bandiera) | D     | C. Garolfi       |
|    | Italia (bandiera) | C     | G. Guarneri      |
|    | Italia (bandiera) | A     | G. Masini        |

| N. |                   | Ruolo | Calciatore       |
| -- | ----------------- | ----- | ---------------- |
|    | Italia (bandiera) | A     | G. Petrini       |
|    | Italia (bandiera) | A     | Marco Piacentini |
|    | Italia (bandiera) | P     | R. Riolino       |
|    | Italia (bandiera) | A     | Luigi Robotti    |
|    | Italia (bandiera) | A     | Domenico Ronchi  |
|    | Italia (bandiera) | A     | Enrico Vigna     |
|    | Italia (bandiera) | D     | B. Zambelli      |